# Kuhnegården
Kuhnegården är en gård i centrala Hedemora, Dalarnas län. Den användes som kuranstalt i början av 1900-talet och har även gett upphov till namnet Kuhnebacken, som är namnet i folkmun på den branta delen av Ugglasgatan.

## Byggnader
Kuhnegården uppfördes i slutet av 1700-talet och ska då ha varit en kaplansgård. Huvudbyggnaden är en timmerbyggnad på stensockel med svart plåttak liggande i sadel. Den är i ett och ett halvt plan och klädd med vit liggande fasspontpanel med svarta (tidigare blå) omfattningar. 
En tillbyggnad i vinkel mot huvudbyggnaden tillkom omkring år 1900 och förbinder huvudbyggnaden med ett rödmålat uthus från 1800-talet. Tillbyggnaden fungerade som bostadsdel då huvudbyggnaden användes som behandlingshem. Tillbyggnaden är av plank med rödmålad liggande fasspontpanel och mansardtak med svart plåt. Den har också en källarvåning med granitväggar och kilstensvalv.

## Kuranstalten
Vid sekelskiftet 1900 öppnade änkekonsulinnan Matilda Glans en kuranstalt på gården. Behandlingarna som praktiserades var den så kallade Kuhnekuren, efter en skola av alternativmedicin den tyske naturläkaren Louis Kuhne hade utformat. Kuren bestod av vegetarisk kost och olika typer av bad. Man använde även bland annat egentillredda naturläkemedel, sandinpackning samt behandling med strålning och hetluft.
Kuranstaltens badhus låg på andra sidan Sandelsgatan, mot Åsgatan, där senare Hedmans charkuteri med slakteri och korvfabrik skulle ligga till 1953.
Föreståndare på gården var teologistuderande Bernhard Lönnblad och läkare var traktens provinsialläkare Hjalmar Selldén (som senare blev utesluten ur Provinsialläkareförbundet för sina ställningstaganden för naturläkekonst).
Glans och Lönnblad gifte sig så småningom, och när Bernhard fick en komministertjänst i Smedjebacken avvecklades rörelsen och paret flyttade dit.